# خوانا أكوستا
خوانا أكوستا ريستريبو (بالإسبانية: Juana Acosta Restrepo)‏ وتعرف أيضا باسم خوانيتا أكوستا (28 نوفمبر 1976 بكالي، فالي ديل كاوكا، كولومبيا)، هي ممثلة كولومبية، وتقيم حاليا بإسبانيا.

## حياتها

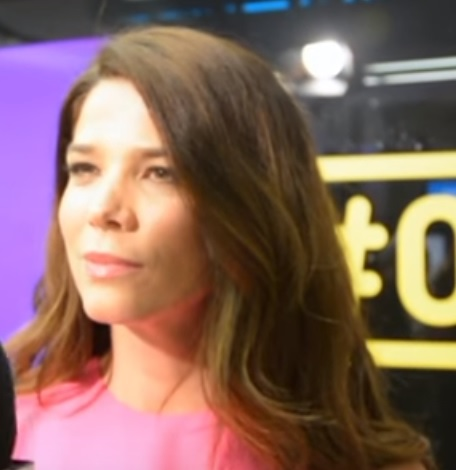
خوانا أكوستا سنة 2016.

درست خوانا أكوستا الفنون الجميلة بكولومبيا، لكن سرعان ما قررت أن تصبح ممثلة. توجهت إلى إسبانيا لدراسة الترجمة في مدرسة جوان كارلوس كورازا في مدريد.
بدأت حياتها المهنية كممثلة في المسلسلات والأفلام مثل ملكة الملكات (بالإسبانية: La reina de Queens)‏، من الأفضل أن يكون غنيا عن فقيرا (بالإسبانية: Es mejor ser rico que pobre)‏ وسيدة المستنقع (بالإسبانية: La dama del pantano)‏، بالإضافة إلى آخرين.
منذ استقرارها في إسبانيا، شاركت في عدة مسلسلات وطنية، وكذلك الأدوار الثانوية ك خافيير لم يعد حي (بالإسبانية: Javier ya no vive solo)‏، والشرطة في قلب الشارع (بالإسبانية: Policías, en el corazón de la calle)‏. كذلك في عدة أفلام منها يوميات الجلد (بالإسبانية: Diario de un skin)‏ وسرير بحجم شخصين (بالإسبانية: Los dos lados de la cama)‏ وآخرين.
في 2007، مثلت في الجزء الثاني من سلسلة غينيسيس: أصل الجريمة (بالإسبانية: Génesis, en la mente del asesino)‏ الذي تعرضه قناة كواترو. وفي العام التالي شاركت في الموسم 15 من السلسلة الطبية المستشفى المركزي (بالإسبانية: Hospital Centrale)‏ الذي تبثه قناة تيليسينكو، حيث لعبت دور صوفيا كاريو.
في 2010، شاركت في حلقات من الفيلم السينمائي أدولفو سواريث، الرئيس  (بالإسبانية: Adolfo Suárez, el presidente)‏، يروي عن أول رئيس ديموقراطي لإسبانيا بعد ديكتاتورية فرانكو، أدولفو سواريث. شاركت أيضا في نفس السنة في فيلم كارلوس، في مشروع لكنال+ الفرنسية وغيرها من وسائل الإعلام لتأريخ حياة إيليش راميريز سانشيز، الذي كان واحدا من أهم المطلوبين للعدالة أثناء الثورة الفنزويلية في 1994. لأول مرة تمثل الكوميديا في ساعة في جزر الكاناري (بالإسبانية: Una hora más en Canarias)‏ بمشاركة كويم غوتيريز وأنجي سيبيدا.
في 2011، شاركت في سلسلة لقناة كنال+ الإسبانية المحرقة (بالإسبانية: Crematorio)‏، ولسلسلة لقناة أنتينا 3 هيسبانيا، الأسطورة (بالإسبانية: Hispania, la leyenda)‏. وفي 2012، شاركت في الكارتل، عصبة الأقوياء (بالإسبانية: El cartel de los sapos)‏ من إخراج كارلوس مورينو.
في 2013، شاركت في سلسلة لقناة تيليسينكو العائلة (بالإسبانية: Familia)‏ بمشاركة أليكساندرا خيمينيز ونوسيكا بونين. ونظرا لقلة نسب المشاهدة لم يكن هناك موسم ثان.
في 2014، شاركت في الموسم الثاني من سلسلة المخمل (بالإسبانية: Velvet)‏، لعبت دور سارة أورتيغا خلال ثماني حلقات من الموسم الثاني والثالث من السلسلة.
في 2015، كان عاما أكثر مهنية بالنسبة لها حيث شاركت في 3 أفلام. في أبريل لعبت دور البطولة في فيلم الحرم (بالإسبانية: Santuario)‏. ثم بعدها فيلم الحياة بدون هواء (بالإسبانية: Tiempo sin aire)‏ ثم فيلم الفهود الآخيرة (بالإسبانية: The last Panthers)‏.
في سبتمبر 2016، أثناء المهرجان الدولي للسينما في سان سيباستيان، شاركت في فيلم رياح هافانا (بالإسبانية: Vientos de la Habana)‏ للمخرج فيليكس فيسكاريت. وفي أكتوبر شاركت في أول فيلم لنتفليكس الإسباني سبع سنين (بالإسبانية: 7 años)‏ بمشاركة باكو ليون وأليكس برينديموهل ومن إخراج روجر غوال.
حاليا تصور فيلم غرباء (بالإسبانية: Perfectos Desconocidos)‏ للكاتب أليكس دي لا إغليسيا، والذي سيعرض آواخر 2017.
بالإضافة إلى ذلك تستعد لتصوير الموسم الخامس من المسلسل الفرنسي كان (بالإسبانية: Caïn)‏

### حياتها الشخصية
تزوجت خوانا بالممثل الأرجنتيني إرنيستو ألتيريو، ونجبا ابنتهما الأولى سنة 2006، اسمها لولا.

### عائلتها
خوانا هي أخت الممثل إرنيستو ألتيريو بالإسبانية ، وشقيقة الممثلة فالنتينا أكوستا بالإسبانية وأخت الممثلة مالينا ألتيريو في القانون، فيما يعتبر هيكتور ألتيريو والدها في القانون أيضا.

## أعمالها

### في السينما
| السنة | الاسم                      | الاسم الأصلي                |
| ----- | -------------------------- | --------------------------- |
| 2017  | ست سنين                    | Siete años                  |
| 2017  | غرباء                      | Perfectos Desconocidos      |
| 2016  | سبع سنين                   | 7 Años                      |
| 2016  | رياح هافانا                | Vientos de la Habana        |
| 2015  | أنّا                        | Anna                        |
| 2015  | الحياة بدون هواء           | Tiempo sin aire             |
| 2015  | الحرم                      | Sanctuaire                  |
| 2014  | عهد الجمال                 | Le Règne de la beauté       |
| 2013  | 11.6                       | 11.6                        |
| 2013  | المحرر                     | Libertador                  |
| 2012  | الكارتل، عصبة الأقوياء     | El cartel de los sapos      |
| 2010  | ساعة في جزر الكاناري       | Una hora más en Canarias    |
| 2006  | قاتل موقف السيارات         | El asesino del parking      |
| 2006  | مرحبا بك في بيتك           | Bienvenido a casa           |
| 2005  | سرير بسعة شخصين            | Los 2 lados de la cama      |
| 2005  | دورة المياه                | WC                          |
| 2005  | يوميات جلد                 | Diario de un skin           |
| 2004  | أغاني الشتاء               | Canciones de invierno       |
| 2003  | سْلام                       | Slam                        |
| 2000  | ألعاب تحت القمر            | Juegos bajo la luna         |
| 2000  | عيار 35                    | Kalibre 35                  |
| 1999  | أفضل أن يكون غنيا عن فقيرا | Es mejor ser rico que pobre |
| 1998  | نفذ الوقت                  | Golpe de estadio            |

### في التلفزيون
| السنة | الاسم                    | الاسم الأصلي                        |
| ----- | ------------------------ | ----------------------------------- |
| 2016  | الفصول الأربعة في هافانا | Cuatro estaciones en La Habana      |
| 2015  | السيدة المحجبة           | La dama velada                      |
| 2014  | مخمل                     | Velvet                              |
| 2014  | أسرار لورا               | Los misterios de Laura              |
| 2013  | العائلة                  | Familia                             |
| 2011  | الرجال الجميلون          | Les beaux mecs                      |
| 2011  | هيسبانيا، الأسطورة       | Hispania, la leyenda                |
| 2010  | المحرقة                  | Crematorio                          |
| 2009  | أدولفو سواريث، الرئيس    | Adolfo Suárez, el presidente        |
| 2008  | المستشفى المركزي         | Hospital Centrale                   |
| 2008  | المرأة القاتلة           | Mujeres asesinas                    |
| 2006  | غينيسيس: حقيقة الجريمة   | Génesis: En la mente del asesino    |
| 2003  | المفوض                   | El comisario                        |
| 2002  | المستشفى المركزي         | Hospital Centrale                   |
| 2002  | خافيير لم يعد حي         | Javier ya no vive solo              |
| 2001  | الشرطة، في قلب الشارع    | Policías, en el corazón de la calle |
| 2000  | ملكة الملكات             | La reina de Queens                  |
| 1999  | سيدة المستنقع            | La dama del pantano                 |
| 1996  | حفلة تنكرية              | Mascarada                           |

### في المسرح
| السنة | الاسم    | الاسم الأصلي   |
| ----- | -------- | -------------- |
|       | مظبوطات  | Convulsiones   |
|       | الشياطين | Los demonios   |
|       | شعبنا    | Nuestro pueblo |

## الجوائز
- جوائز ماكوندو

| السنة | الفئة             | العمل | النتيجة |
| ----- | ----------------- | ----- | ------- |
| 2016  | أفضل ممثلة رئيسية | أنّا   | فوز     |

## روابط خارجية
- خوانا أكوستا على موقع IMDb (الإنجليزية)
- خوانا أكوستا على موقع ألو سيني (الفرنسية)
- خوانا أكوستا على موقع أول موفي (الإنجليزية)
- خوانا أكوستا على موقع قاعدة بيانات الفيلم (الإنجليزية)
- خوانا أكوستا على موقع كينوبويسك (الروسية)
- صفحة مالينا ألتيريو على فيسبوك
- صفحة مالينا ألتيريو على قاعدة بيانات الأفلام على الإنترنت